# La Navidad
La Navidad – pierwsza wioska-fort założona przez Krzysztofa Kolumba na wybrzeżu Haiti i na kontynencie amerykańskim. 
W grudniu 1492 wskutek błędu sternika statek „Santa María”, największy z  biorących udział w I wyprawie, rozbił się trafiając na przybrzeżną mieliznę. Kolumb pozostawił na brzegu Haiti 39 rozbitków. Byli wśród nich marynarze, cieśle i inni rzemieślnicy. Założyli oni fort, pierwszą kolonię w Ameryce Północnej. Jeszcze w tym samym roku, gdy Kolumb wrócił na wyspę z kolejnym transportem osadników, okazało się, że fort został spalony a jego załoga nie żyje. Według późniejszych badań Indianie pozbyli się intruzów, którzy źle traktowali miejscową ludność i przyczynili się do wybuchu epidemii nieznanych wcześniej chorób.